# Vida Movahed
Vida Movahed er en iransk aktivist. Hun protesterede mod loven om, at kvinder skal bære hijab i det offentlige rum i Iran.
Den 27. december 2017 trådte Vida Movahed op på et installationsskab på gaden Enghelab i Teheran, Irans hovedstad. Hun tog sit tørklæde af, satte det på en pind og viftede med det i en time. Hun blev arresteret efterfølgende, men blev siden løsladt mod kaution.
Episoden på gaden Enghelab blev filmet og florerede på nettet under hashtagget #Girls-Enghelab-Street. Efterfølgende gentog flere kvinder handlingen på offentlige pladser i Iran i protest mod hijab-påbuddet.
Vida Movaheds protest kom efter en kampagne af Masih Alinejad, som kaldes #WhiteWednesdays. Her inviterer Masih Alinejad iranske kvinder til at bære et hvidt slør om onsdagen i protest mod den påtvungne hijab.